# Пореченское (озеро)
Пореченское — озеро в Пореченской волости Великолукского района Псковской области.
Площадь — 1,5 км² (152,7 га, с 4 островами — 161,7). Максимальная глубина — 6,0 м, средняя глубина — 2,0 м.
На берегу озера расположены деревни: Поречье, Екатерингоф, Решетниково, Ферово.
Проточное. Относится к бассейну реки Ловать.
Тип озера плотвично-окуневый с лещом. Массовые виды рыб: щука, плотва, окунь, лещ, густера, ерш, красноперка, линь, караси золотой и серебряный, карп, верховка, вьюн, язь, налим, угорь, щиповка.
Для озера характерно: низкие и отлогие, местами заболоченные берега, луга, огороды, болото; преимущественно илистое дно, в прибрежье есть песок, заиленный песок; есть береговые родники; вода по каналу поступает в пруды; бывают заморы, чаще локальные.